# Religiose francescane missionarie dell'Immacolata
Le religiose francescane missionarie dell'Immacolata, dette di San Diego (in spagnolo Religiosas Franciscanas Misioneras de la Inmaculada de San Diego), sono un istituto religioso femminile di diritto pontificio: le suore di questa congregazione pospongono al loro nome la sigla R.F.M.

## Storia
La congregazione fu fondata il 4 giugno 1897 presso il convento di San Diego a Quito da Rosa Elena Cornejo Pazmiño (in religione Maria Francesca delle Piaghe), come atto di riparazione per un episodio di profanazione del Santissimo Sacramento avvenuto a Riobamba.
L'istituto, aggregato all'ordine dei frati minori dal 10 gennaio 1913, ottenne il pontificio decreto di lode il 27 aprile 1962.

## Attività e diffusione
Le suore si dedicano all'istruzione e all'educazione cristiana della gioventù, alla promozione sociale di poveri ed emarginati, al lavoro nelle missioni e nelle case per ritiri spirituali.
Oltre che in Ecuador, sono presenti in Cile, Colombia, Italia, Messico, Perù e Venezuela; la sede generalizia è a Quito.
Alla fine del 2008 la congregazione contava 265 religiose in 52 case.